# Petr Muk

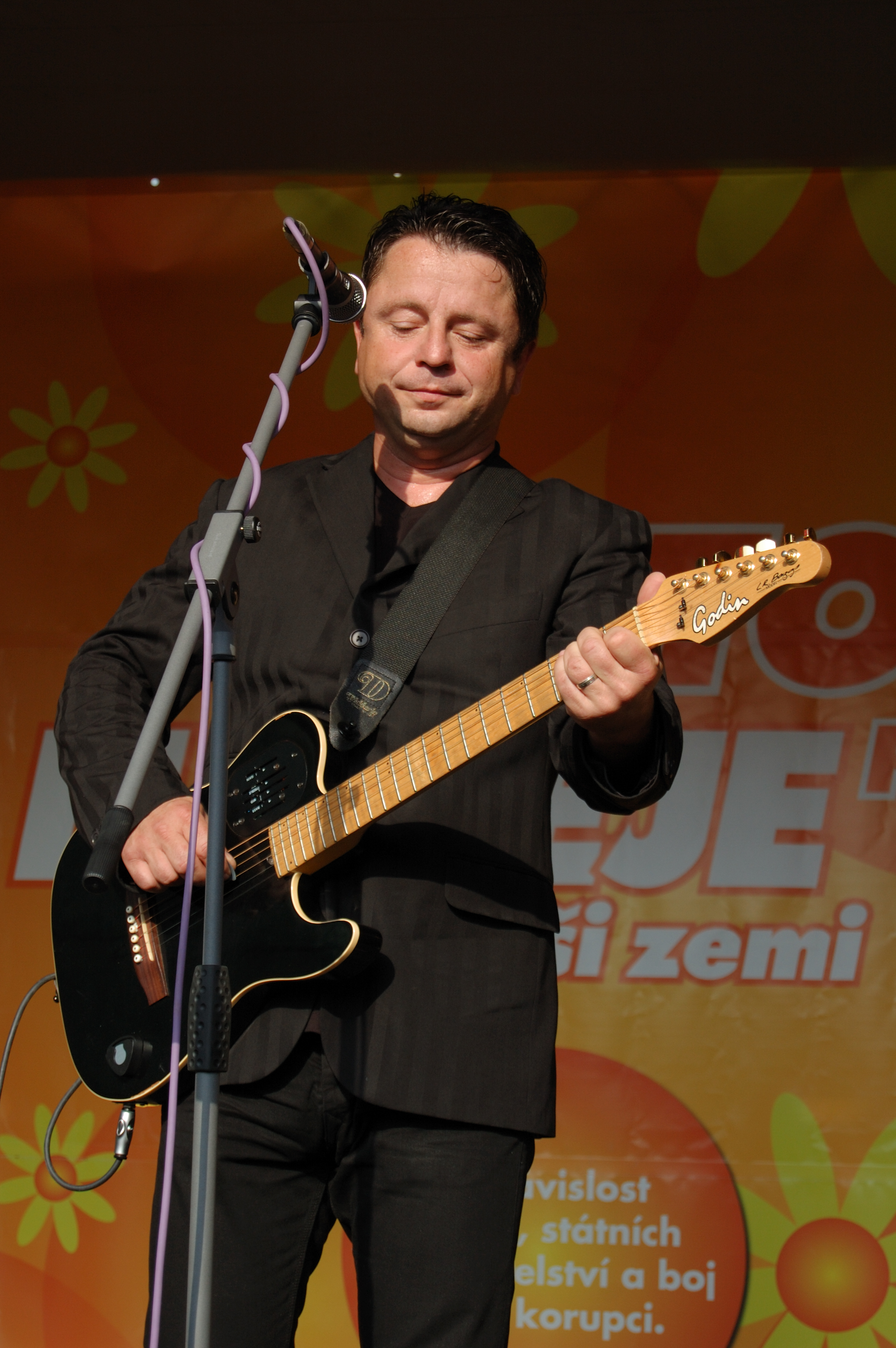
Petr Muk (2009)

Petr Muk (* 4. Februar 1965 in Český Krumlov; † 24. Mai 2010 in Prag) war ein tschechischer Sänger und Musiker.

## Leben
Er studierte am Bauingenieurschulzentrum in Budweis. Seit seinem 15. Lebensjahr spielte und sang er in verschiedenen Punk- und Undergroundbands.
In den Jahren 1985 bis 1993 war er bei der Band Oceán führend, später, in den Jahren 1992 bis 1996, ging aus Teilen der Band die Gruppe Shalom hervor.
Im Jahr 1997 veröffentlichte er sein erstes Soloalbum und trat als eigenständiger Interpret auf, vor allem in Musicals (Rusalka, Jeanne d’Arc, Galileo).
Im Jahr 2004 veröffentlichte Muk im Rahmen einer Konzerttournee das Album Oh L'Amour. Dieses enthält in tschechischer Sprache übersetzte Titel der Gruppe Erasure, die gemeinsam mit der Gruppe Oceán als Vorband durch England tourte.
Muk starb am 24. Mai 2010 in Prag. Als Todesursache wird Ersticken an Selbsterbrochenem angegeben – im Blut wurden Alkohol und Medikamente gegen seine Krankheit Bipolare Störung gefunden. Auf dem Friedhof in Český Krumlov wurde er begraben.

## Soloalben
- Petr Muk (1997)
- Jizvy lásky (2000)
- Dotyky snu (2002)
- Oh L'Amour (2004) – tribute EP to Erasure
- Osud ve dlaních (2005)
- Slunce / To nejlepší (2007) – Sammlung
- Muzikál a film (2009)
- V bludišti dnů (2010)
- Outro (2011) – posthum veröffentlichtes Album